# Cú Chuimne
Cú Chuimne († 748) war Mönch des Klosters Iona. Er wird mit zwei Werken in Verbindung gebracht. Das eine Werk ist die Collectio Canonum Hibernensis, die bedeutendste Sammlung kanonischen Rechts des frühen Mittelalters, als deren Mitherausgeber er gilt. Das andere Werk ist die Hymne Cantemus in omni die, die älteste bekannte der Jungfrau Maria gewidmete Hymne in Latein.
Cú Chuimne wird, wie Rudolf Thurneysen herausfand, zusammen mit Rubin von Dairinis in einem Kolophon als Autor der Hibernensis genannt. Da er deutlich jünger als Rubin ist und zudem an zweiter Stelle in dem Kolophon genannt wurde, wird teilweise davon ausgegangen, dass er die spätere Fassung des Texts herausgegeben hat. In jedem Fall lässt sich wegen der Ähnlichkeit des Stils zu seiner Hymne die um 735 entstandene Präambel des Texts auf Cú Chuimne zurückführen.
Kennzeichnend sowohl für seine Präambel als auch seine Hymne ist die Kombination eines sprachlich wohlgelungenen Texts mit verschiedenen numerischen Kodierungen oder harmonischen Proportionen aus der Musiktheorie, die weder aufdringlich sind noch den Text verkünsteln. So besteht die Hymne etwa aus 26 Zeilen mit jeweils 15 Silben, vier Zeilen zu 8 Silben und einem abschließenden Amen. Dies sind (mit oder ohne Amen) 30 bzw. 31 Zeilen, je eine für jeden Tag im Monat. Da entsprechend einem beigefügten Hinweis die ersten 26 Zeilen doppelt zu singen sind, gibt es je eine 15-silbige Zeile für jede Woche im Jahr. Wenn einschließlich der Verdoppelung alles zusammen gesungen wird, ergibt die vorzutragende Hymne 365 Worte, je eines für jeden Tag im Jahr. Vergleichbare Kodierungen finden sich in der Präambel, die auf den Namen des Autors und das Jahr hinweisen, in dem der Text erstellt worden ist.
In den Nachrufen der zeitgenössischen Annalen wird er als Weiser gewürdigt und in einigen von ihnen wird sein etwas ungewöhnlicher Lebensweg mit einem altirischen Gedicht bedacht. In einer Fassung wird die erste Strophe seinem früheren Abt Adomnán zugeschrieben, der bereits 704 verstorben ist. Die zweite Strophe wird als Antwort Cú Chuimne in den Mund gelegt:
| Altirische Fassung: | Deutsche Übersetzung: |
| Cu-Chuimne ro lég suthe co drumne; alleth aile ara ta, ro leic ara chaillecha. Cu-Chuimne ro lég suthe co drumne; alleth aile ara ta, legfaid, leicfid caillecha | Cu-Chuimne hat Weisheit studiert bis zum First; die andere Hälfte, die übrig ist, hat er gelassen um seiner Nonnen willen. Cu-Chuimne hat Weisheit studiert bis zum First; die andere Hälfte, die übrig ist, wird er studieren, er wird die Nonnen lassen. |

Die Annalen von Ulster schreiben das Gedicht Cú Chuimnes Pflegemutter zu:
| Altirische Fassung: | Deutsche Übersetzung: |
| Cu Chuimne Ro legh suithi co druimne, A l-leth n-aill h-iaratha Ro leici ar chaillecha. Ando Coin Cuimne ro-mboi, im-rualaid de conid soi, ro leic caillecha h-a faill, ro leig al-aill a rith-m-boi. | Cu-Chuimne hat Weisheit studiert bis zum First; die andere Hälfte, die übrig ist, hat er gelassen um seiner Nonnen willen. Was man Cu-Chuimne vorgeworfen hat, ist von ihm gewichen, so dass er ein Weiser ist; die Nonnen hat er vernachlässigt und hat den Rest studiert, der ihm übrig war. |

Wegen dieses Lebenswandels, so wird vermutet, wurde er in den älteren Martyrologien nicht aufgenommen. Sein Gedenktag ist der 8. Oktober.